# Joaquim Carvalho dos Santos
Joaquim Carvalho dos Santos (Campelo, Figueiró dos Vinhos, 1867 – Almeida, 19 de junho de 1934), foi um político português, de ideais republicanos. Autarca de 1898 a 1919, foi administrador do concelho e presidente da câmara municipal de Almeida.

## Biografia
Joaquim Carvalho dos Santos nasceu em 1867, em Campelo, freguesia de Figueiró dos Vinhos, diocese de Coimbra, freguesia de onde seus pais, António Carvalho e Maria Joaquina, também eram naturais.
Foi cumprir o serviço militar obrigatório na praça forte de Almeida, onde, cerca de 1890, se fixou, fundando um estabelecimento comercial e aí conhecendo Gracinda da Piedade Reis, filha de Caetano Reis e de Cândida Sabino, residentes em Almeida, naturais de Pinhel, diocese da Guarda, com quem casou em 18 de janeiro de 1892. (conforme assento de casamento. Livro Paróquia de Almeida, 1812-02-09 – 1911, II-A-1.5 Cx4, fl1, 1892-01-18 – 1892-11-21).
Tiveram oito filhos. O mais velho, José Carvalho dos Santos, nasceu a 24 de novembro de 1893, o mais novo, Teófilo Carvalho dos Santos, nasceu a 4 de setembro de 1906. Pelo meio, tiveram Joaquim (1894), Ernesto (6 de setembro de 1895), que faleceu em criança, Francisca (13 de janeiro de 1897), Olívia (27 de outubro de 1898), Maria Cândida (5 de janeiro de 1901) e Ernesto (8 de outubro de 1904), que recebeu o nome do irmão falecido.

## Atividade política
Ainda na Monarquia constitucional foi:
- Em 1898, eleito vereador do município de Almeida;[3][4]
- E de 1904 a 1907, vice-presidente da Câmara municipal de Almeida;[3][4]

Logo após a implantação da República Portuguesa (5 de outubro de 1910):
- Fez parte da primeira Comissão Municipal do novo regime, sendo Administrador do Concelho e, depois, por eleição, é Presidente da Câmara municipal de Almeida, cargo, para que é reeleito, e que exerce até 1919, continuando mesmo depois de terminar esse seu mandato a colaborar com a edilidade até 1926;[3][4]
- Em 1912, enquanto presidente da “Comissão de Defesa do Concelho de Almeida” – que teve o seu órgão na imprensa periódica –, chefia a delegação que se desloca à capital (Lisboa) para fazer sentir a António Xavier Correia Barreto, ao tempo Ministro da Guerra, a antipatia da medida governativa que retirava da Praça de Armas de Almeida a sua guarnição militar, ao tempo o Regimento de Cavalaria 7.[3][4]

## Obras
Intervenções mais significativas, em Almeida e freguesias do concelho, que foram da responsabilidade de Joaquim Carvalho dos Santos, durante o seu período autárquico:
- o arranjo do largo de entrada das portas exteriores de São Francisco, com contenção do muro e colunas em pedra;
- a construção das pontes em pedra nas portas duplas de São Francisco e de Santo António, em substituição das pontes de madeira e das incómodas rampas que obrigavam a descer ao fosso e depois subir diretamente às portas;
- a recuperação das muralhas que protegiam o casario;

- o arranjo do Terreiro do Poço ou das Freiras, adaptando parte do terreiro a jardim público, com desmantelamento do arruinado convento das freiras do Loreto, que se encontrava em estado perigoso após a explosão do castelo em 26 de agosto 1810, durante um bombardeamento no decurso da Terceira invasão francesa de Portugal, e a destruição do centro urbano ocorrida quer no decurso dessa invasão quer quando a Praça-forte de Almeida foi novamente cercada e bombardeada em 1844, na sequência da Revolta de Torres Novas;

- a construção, no que era o antigo claustro do referido convento, do coreto para entretenimento da população, mormente para tardes de música;
- o arranjo dos Paços do Concelho, que se encontrava em mau estado na cobertura, com reparação do telhado, e, no exterior, a construção da escadaria lateral esquerda para, em simetria, dar acesso ao andar superior, e nos interiores, com a construção da sala de audiências para tribunal e dependências da autarquia;
- a obra de adaptação do arruinado Palácio da Vedoria e Real Hospital Militar a Escolas Primárias de Almeida (escolas mistas municipais). Desta forma evitando o arrendamento anual de diversas casas no centro da vila adaptadas a estabelecimentos de ensino;
- o arranjo do cemitério e do jardim público, localizados por cima das ruínas do castelo desde 1815;
- a remodelação dos serviços de Instância da Fonte Santa;
- a reparação do caminho da Fonte Santa;
- melhoramentos, em todas as freguesias do Concelho, tais como: caminhos e fontes, estradas e cemitérios, escolas e pontões, calçadas e águas.
- o auxilío à Assistência Pública – conseguindo verbas de vulto para a Misericórdia local e para a Cruz Vermelha;
- a elaboração de Código de Posturas;
- entabulou demoradas negociações com os ministérios da Guerra, Justiça e Interior, no sentido de transformar em edifício dos Paços do Concelho o antigo quartel do estado maior (então adaptado a prisão comarcã civil, o que muito incomodava os residentes pela degradação do imóvel e das condições de salubridade em que viviam os presos – cadeia mais tarde transferida para o antigo quartel de cavalaria de Santa Bárbara), o que veio posteriormente  a acontecer, e não logo, porquanto a situação financeira do município não permitia, nesse momento, dar vulto às obras de grande envergadura que havia estruturado e onde se incluía também a plantação da Estacada.

## Outras atividades

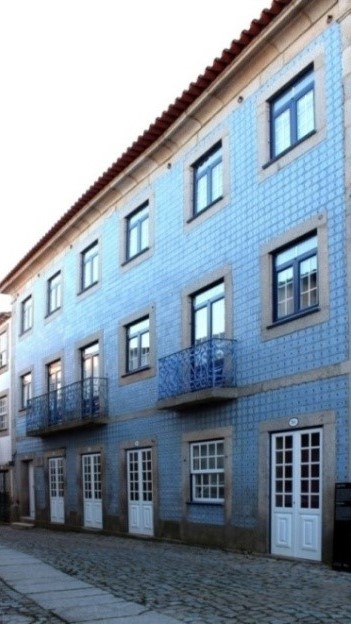
Casa onde viveram e faleceram Joaquim e Gracinda Carvalho dos Santos, rua de Entre Tendas, atual Serpa Pinto

Para além, do seu estabelecimento de comércio, onde se vendiam desde produtos alimentares, tecidos, atoalhados, retrosaria, serviços de mesa, mobílias por encomenda até jornais e lotarias, abriu também uma dependência bancária, proporcionando aos locais grande vantagem para os câmbios e depósito dos vencimentos, pois até então para quaisquer movimentos bancários as gentes de Almeida, tinham que se deslocar à cidade da Guarda, distante quarenta quilómetros.
Acresce, ter sido proprietário rural, detentor de várias fazendas.

## Reconhecimento e homenagens

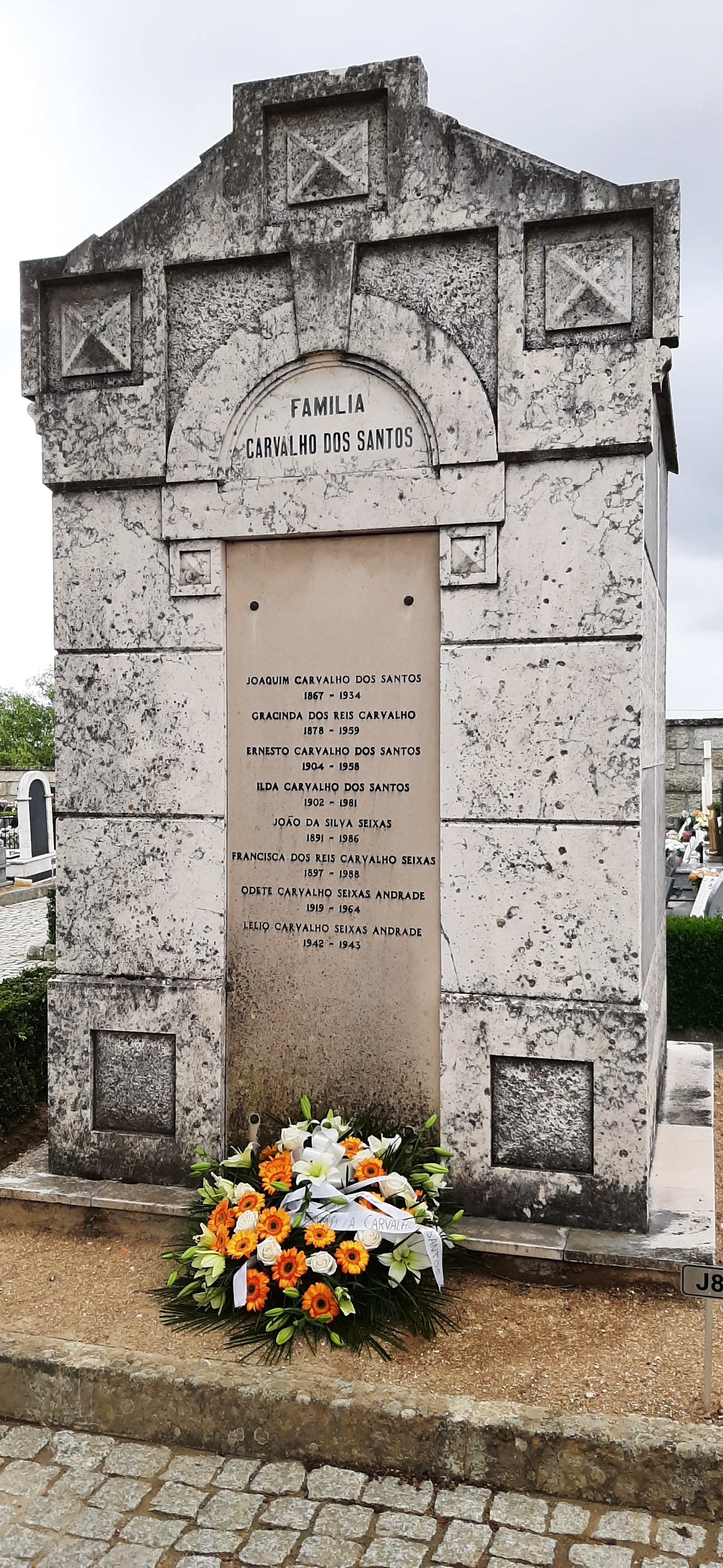
Jazigo da família Carvalho dos Santos no cemitério de Almeida

- Em 1944 a Câmara Municipal de Almeida prestou-lhe homenagem, enquanto antigo Administrador do Concelho e Presidente do Executivo, com o atributo toponímico do evocado à rua do Convento, atual rua Joaquim Carvalho dos Santos,[5] e com a publicação de um livro pelo seu filho, Dr. Ernesto Carvalho dos Santos, com o título Joaquim Carvalho dos Santos, Sua vida e sua obra, onde foram reunidos diversos testemunhos de conterrâneos da vila, do concelho, de algumas personalidades do distrito da Guarda e de Lisboa, num total de trinta e sete depoimentos.[3][4]

- Foi homenageado, em Almeida, a 27 de maio de 2023, no contexto do lançamento do livro Joaquim Carvalho dos Santos, sua vida e sua obra, 1867-1934: descendência»,[6] por ocasião das comemorações do centenário de Eduardo Lourenço.[7]

- Sobre ele escreveu, em 1944, o notário e advogado José Cabral de Matos, então presidente da Câmara Municipal de Almeida:[3][4]

«Ao recordar o nome e a personalidades deste Homem, parece-me estar a admirar a sua lúcida inteligência, clara visão, incontestável honestidade e o seu amor por Almeida. Homem modesto, de porte distinto e aprumo moral, sóbrio de maneiras, comedido e equilibrado nas palavras, autêntico “gentleman”, soube sempre impôr-se à consideração e ao respeito de todos quantos tiveram a honra e a ventura de o conhecer e com ele privar.
Joaquim Carvalho dos Santos fica como exemplo a lembrar-nos o verdadeiro caminho do trabalho e da honestidade, e embora tornando-se impossível igualá-lo, devemos contudo procurar imitá-lo, concorrendo para o bem da sociedade, procedendo como ele sempre fez na vida. Bela figura de português, da velha grei, fidalgo no porte que não no sangue, coração magnânimo de cidadão. Nobre e grande lição a deste Homem quando um dia convidado a desempenhar as funções de Governador Civil do Distrito recusou, alegando que para o cargo não tinha a devida e necessária competência. Extraordinária resposta que deve sempre ser recordada e apercebida como acto de reconhecida probidade.
Revendo a “grandeza” da sua vida, a Câmara Municipal de Almeida da minha presidência fez escrever o seu nome respeitado na rua em que tantos anos viveu, perpetuando assim a sua memória. Em homenagem a este cidadão ilustre, em minha modesta e sincera opinião, devia ser erigida uma estátua e nela gravar a letras de oiro, estas palavras que são a síntese da sua vida: à inteligência, ao trabalho, à honestidade.»
Sobre Joaquim Carvalho Santos, em abril de 1945, João da Silva Seixas (antigo administrador do concelho de Almeida e comerciante), escreveu:
«Conheci como ninguém a sua vida no comércio, na vida pública e na família. Em qualquer destas três actividades em que viveu e se gastou pode, sem desdouro para qualquer, servir de modelo a sua maneira de agir.
Não sendo de Almeida, ele queria a Almeida como só muito poucos lhe quererão ainda hoje. Muitas e muitas vezes (como eu o sei!) sacrificava os seus interesses, o seu sossego, para que ao desempenho do serviço público em que tantas vezes foi investido não faltasse a sua actuação, a inteligência do seu raciocínio.
Na defesa económica dos funcionários, desde o mais humilde ao mais categorizado bastas vezes sustentou, vencendo, a luta pela melhoria dos seus vencimentos. Exigia serviços. Mas queria que se pagasse condignamente.
Na defesa pelo prestígio de Almeida o seu Concelho trabalhou e lutou. Liberal por princípios e educação, justamente considerado por pessoas das mais respeitadas e representativas do Regimen, a primeira notícia da proclamação da República, e que foi particular e telegráficamente enviada, a ele foi dirigida. E dizia: “República proclamada legalmente. Negócios sem alteração”. Está guardado esse documento. 
Aos trabalhadores da sua casa particular muitas e muitas semanas e em quase todos os anos, durante a época de inverno, destinava este ou aquele serviço que de antemão sabia nada produzir, mas apenas para que a féria que pagava não pudesse ser levada à conta de esmola. Muitos desses modestos obreiros que, felizmente, ainda vivem, ali estão para o comprovar.» 